# Animorphs: Shattered Reality
Animorphs: Shattered Reality é jogo para PlayStation lançado em 2000. É baseado popular série de livros Animorphs, escrita por K. A. Applegard.

## Jogabilidade
Visser Three obteve uma máquina que lhe permite alterar ou destruir a própria realidade. Jogando com quatro dos Animorphs (Tobias e Ax não estão presentes no jogo), o jogador deve coletar pedaços do Cristal Continuum usando seus morphs animais diversos. A jogabilidade consiste em plataforma de salto-e combate com monstros, com "tempo reservado para a transformação animal". Os morphs usados no jogo por cada personagem são as seguintes: Tigre para Jake, Urso para Rachel, Rinoceronte para Marco, e Lobo para Cassie. Todos os personagens têm a opção de se transformar em uma Libélula, Golfinho, ou Morcego.

## Elenco
- Jake - Jame Mack
- Rachel - Pamela Baumeister
- Marco - Tim Shoemaker
- Cassie - Marilyn Alldredge
- The Ellimist - Tony Larrimer
- Lobo - Shelby Geary
- Vários montros - Ken Teutsch

## Recepção
A recepção do jogo foi bastante baixa. Frank Povo da GameSpot deu ao jogo uma pontuação de 3,5 em 10, dizendo que, enquanto os personagens "animam com fluidez" e elogiando o nível e design de som, ele também diz que o jogo "tropeça ... em termos de jogabilidade e longevidade", consistindo principalmente de salto. Jeremy Conrad da IGN deu-lhe um comentário semelhante, dizendo que "o jogo é tão chato o seu desafio principal que ficar acordado ao longo de cada nível já um desafio. Como Povo, ele também afirma que os personagens dos jogadores só são capazes de" executar e pular ", e não pode atacar". Ele elogiou as texturas de fundo e meio ambiente, mas criticou o caráter e os modelos de inimigos, dizendo que parece quase como se o mesmo modelo poligonal foi utilizado para todos os quatro personagens, com a única diferença sendo a texturas.